# ACLEDA Bank
ACLEDA (Association of Cambodian Local Economic Development Agencies) Bank — камбоджийский банк. Насчитывает более 230 отделений, головной офис расположен в столице страны Пномпене. Начав в 1993 году с предоставления микрокредитов жертвам войны, ACLEDA Bank превратился в крупнейший коммерческий банк Камбоджи, работает также в Лаосе и Мьянме

## История
В 1993 году при поддержке Программы развития ООН была создана некоммерческая организация ACLEDA, с целью предоставления микрокредитов жертвам войны. К 1998 году ALCEDA стала банком, доли в котором принадлежали Международной финансовой корпорации, немецкому банку DEG и нидерландским FMO и Triodos Bank.
В 2003 году ACLEDA Bank обладал активами на сумму 13 миллионов долларов и получил лицензию коммерческого банка, со временем превратившись в крупнейший коммерческий банк страны. ACLEDA Bank специализируется на микрофинансовых операциях и работе с малым бизнесом. Это единственный банк, отделения которого присутствуют во всех областях Камбоджи, всего их более 230, и первый банк Камбоджи, получивший оценку от рейтингового агентства Standard & Poor’s. С 2008 года ACLEDA Bank работает в Лаосе, с 2013 — в Мьянме.